# Usimbara
Usimbara este un gen de molii din familia Lymantriinae.